# الفبای پالاوا
الفبای پالاوا (انگلیسی: Pallava script) سامانه نوشتاری مردم پالاوا بوده‌است و از دبیره‌های براهمایی است و توسط سلسله پالاوا در جنوب هند در قرن ششم میلادی ساخته شده و توسعه یافته‌است. الفبای هندی گرانتا و الفباهای جنوب شرق آسیا مانند الفبای بالیایی، الفبای جاوه ای، الفبای کاوی، الفبای بیبیین، الفبای مون، الفبای برمه ای، الفبای خمری، الفبای لانا، الفبای تای، الفبای لائو، الفبای جدید تای لو و الفبای سینهالا، به‌طور مستقیم یا غیرمستقیم از الفبای پالاوا مشتق شده‌اند.      